# Ordem da Liberdade (Iugoslávia)
A Ordem da Liberdade (em servo-croata: Orden slobode; em esloveno: Red svobode, em macedônio/macedónio: Орден на слободата) foi a mais alta condecoração militar concedida pela República Socialista Federativa da Iugoslávia, e a segunda maior condecoração do estado iugoslavo depois da Grã-Estrela Iugoslava. Ela era concedida a comandantes de grandes unidades militares por uma liderança hábil e pela notável coragem das tropas. A ordem foi concedida comandantes militares iugoslavos e estrangeiros, e era a mais rara dentre todas as ordens, condecorações e medalhas iugoslavas. Ela foi concedida apenas 6 vezes antes do desmembramento da Iugoslávia.
Após a desintegração da Iugoslávia, por algum tempo a Ordem da Liberdade foi concedida pela Sérvia e Montenegro.

## História
A Ordem da Liberdade foi fundada em 12 de junho de 1945 e era concedida primeiro Presidium do Conselho Anti-Fascista para Liberação Nacional da Iugoslávia e depois pelo Presidium da Assembléia Popular da Iugoslávia. O beneficiário poderia ser nomeado pelo Conselho Executivo Federal da Iugoslávia, pelo Conselho Executivo de uma das Repúblicas que a compunham, pelo Secretário Federal dos Negócios Estrangeiros ou pelo Secretário Federal da Defesa.
Após o fim da Iugoslávia, a República Federal da Iugoslávia e depois a União Estatal de Sérvia e Montenegro continuaram a utilizar algumas das condecorações da antiga Iugoslávia, dentre as quais a Ordem da Liberdade. Ela era a mais alta condecoração militar do país, e a terceira mais alta condecoração em geral, depois da Ordem da Iugoslávia e da Grã-Estrela Iugoslava.

## Recipientes
A Ordem foi concedida um total de 9 vezes - 7 vezes pela Iugoslávia e 2 vezes pela República Federal da Iugoslávia (após a Guerra do Kosovo de 1999). Os recipientes foram:

### Iugoslávia
- Josip Broz Tito - concedida em 1947
- Ivan Gošnjak - concedida em 1951
- Koča Popović - concedida em 1951
- Gueorgui Júkov - concedida em 1956
- Kosta Nađ - concedida em 1973
- Leonid Brejnev - concedida em 1976

### RF da Iugoslávia
Em 16 de junho de 1999, a Ordem da Liberdade foi concedida a:
- Dragoljub Ojdanić
- Nebojša Pavković